# Dzari
Dzari (ros. i oset. Zar) – wieś w Osetii Południowej, w regionie Cchinwali. W 2015 roku liczyła 178 mieszkańców.